# Aegus chelifer
Aegus chelifer is een keversoort uit de familie vliegende herten (Lucanidae). De wetenschappelijke naam van de soort is voor het eerst geldig gepubliceerd in 1819 door W.S. MacLeay. Aegus chelifer is de typesoort van het geslacht Aegus.